# Мата, Жан де
Святой Жан де Мата (фр. Jean de Matha; 23 июня 1160, Фокон-де-Барселоннет — 17 декабря 1213, Рим) — католический святой, сооснователь ордена тринитариев.

## Биография

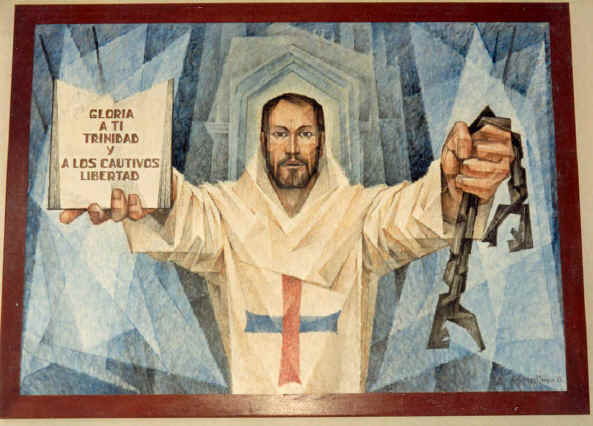
Святой Жан де Мата. 1988.

Жан де Мата родился в 1150 году в Провансе. В молодости получил образование в Эксе, затем изучал теологию в Париже. В 1197 году он был рукоположён в священники. Во время первой мессы, которую служил Жан де Мата, он увидел в видении ангела с красно-синим крестом на груди, благословляющего двух рабов, стоящих перед ним на коленях. Жан истолковал видение, как знак, что он должен посвятить жизнь спасению христианских пленников и помощи им. В деле создания братства, которое бы смогло взять на себя эту миссию, Жан де Мата сошёлся с отшельником, святым Феликсом Валуа, который одобрил идею Жана и отправился вместе с ним в том же году в Рим.
17 декабря 1198 года папа Иннокентий III дал предварительное согласие на учреждение нового монашеского ордена. Орден был посвящён Пресвятой Троице и получил имя «тринитарии». Девиз нового ордена, подчёркивая его основную цель, гласил «Слава Тебе Троица, а пленным — свобода». Гербом ордена стал красно-синий крест из видения Жана де Мата.
В 1209 году устав ордена был окончательно утверждён Святым Престолом. Первый монастырь открылся под Парижем, второй в Риме. Средства для выкупа христианских пленников тринитарии, как правило, собирали за счёт пожертвований и сбора милостыни. Первые невольники были выкуплены орденом из мусульманского плена в 1201 году. Жан де Мата ездил в Тунис самостоятельно в 1202 и 1210 годах, в обеих поездках он сумел освободить большое число пленных.
Жан де Мата умер в Риме 17 декабря 1213 года.

## Почитание

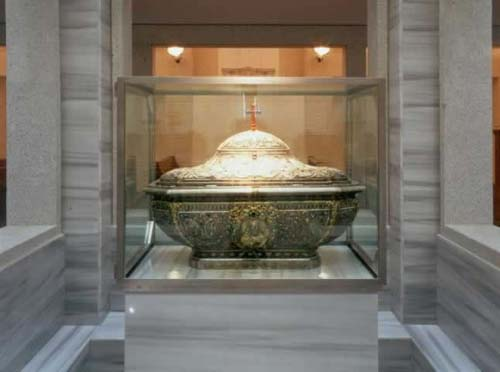
Урна с останками Жана де Маты, в Церковном приходе С. Хуан де Мата, в Саламанке.

В XVII веке его мощи были перевезены из Рима в Мадрид. В 1666 году он был причислен к лику святых.
Католическая церковь отмечает память святого 8 февраля и 17 декабря.
В иконографии изображается в одеянии монаха-тринитария с разорванными оковами или кошельком. Часто изображается рядом с Пресвятой Богородицей, ангелом или вдвоём со святым Феликсом Валуа.